# 永井健治
永井 健治（ながい たけはる、1968年 - ）は、日本の生物物理学者。大阪大学栄誉教授、北海道大学教授。元日本生物物理学会副会長。日本学術振興会賞等受賞。

## 人物・経歴
大阪府大阪市都島区生まれ。上宮高等学校を経て、1992年筑波大学第二学群生物学類基礎生物学専攻卒業。上野直人の指導を受けた。1994年筑波大学大学院農学研究科応用生物化学専攻修士課程修了。1995年日本学術振興会特別研究員。1998年東京大学大学院医学系研究科脳神経医学専攻博士課程修了、博士（医学）の学位を取得。同年理化学研究所基礎科学特別研究員。2001年理化学研究所脳科学総合研究センター研究員。2001年科学技術振興機構さきがけ研究員。2005年北海道大学電子科学研究所教授。2012年大阪大学産業科学研究所教授、北海道大学大学院医学研究科客員教授、理化学研究所客員主幹研究員 。2015年大阪大学副理事（産学連携担当）、日本生物物理学会副会長。2017年大阪大学栄誉教授。2020年大阪大学産業科学研究所副所長。2022年北海道大学電子科学研究所教授 、奈良先端科学技術大学院大学客員教授。

## 受賞
- 2012年 木原記念財団学術賞応用科学賞[2]
- 2013年 大阪大学総長顕彰賞[2]
- 2014年 大阪大学総長顕彰賞[2]
- 2014年 日本学術振興会賞[2]
- 2015年 大阪大学総長顕彰賞[2]
- 2017年 大阪大学栄誉教授[2]
- 2018年 日本光生物学協会協会賞[2]
- 2018年 大阪科学技術センター大阪科学賞[2]
- 2020年 日本顕微鏡学会論文賞（顕微鏡法基礎部門）[2]
- 2021年 山崎貞一賞[2]
- 2025年 島津賞[2]